# Sophie Mechaly
Sophie Mechaly, née Sophie Albou le 30 juin 1967 à Paris, est une styliste et entrepreneure française. Elle est surtout connue comme la fondatrice de la ligne de vêtements Paul & Joe.

## Biographie

### Jeunesse, formation et débuts
Sophie Mechaly est la fille d'Yvan Albou et de Nicole Haggiag, tunisiens d'origine et arrivés en France à l'âge de 18 ans,. Ils sont respectivement dirigeant et designer d'une entreprise de confection de chemises unisexes nommée Le Garage,. Elle et son grand frère Serge grandissent ainsi dans l'univers de la mode,.
Sa jeunesse s'organise avec le début de ses études, où elle se dirige vers l'éco-gestion et fréquente l'université de la Sorbonne,, et un premier essai au sein de l'entreprise de confection du grand couturier Azzedine Alaïa en 1988,. Cet exercice, qu'elle qualifiera d'« expérience extraordinaire », sera important pour la suite de sa carrière, avec en premier lieu une réorientation pour ses études en intégrant l'Institut français de la mode, d'où elle sortira diplômée,.
À la suite de cela, Sophie Mechaly rejoint l'entreprise de ses parents où pendant 7 ans elle y évolue notamment en tant que styliste pour chemises,.

### Création et développement de Paul & Joe
Souhaitant prendre la suite de ses parents à la tête de leur label, elle se heurte au refus de son père,.
Ainsi, en 1995, Sophie Mechaly lance sa marque de vêtements pour hommes appelée Paul & Joe en hommage à ses enfants,. Elle ajoute une ligne de vêtements pour femmes l'année suivante, qui rencontre rapidement le succès et représente par la suite la majeure partie de ses ventes,. Sophie Mechaly s'attelle de ce fait à l'essor de son entreprise, avec l'ouverture des premières boutiques, et le début du développement à l'international,.
Au fil des années, Sophie Mechaly continue de s'investir dans la croissance de Paul & Joe dont elle garde la possession,, notamment en l'élargissant vers d'autres domaines, avec les cosmétiques par exemple, puis avec la création d'une ligne de vêtement pour enfants ainsi qu'une collection destinée aux jeunes femmes,. Les imprimés floraux et les dessins animaliers qu'elle affectionne deviennent des signatures de sa marque,.
La française accomplie également de nombreuses collaborations commerciales,.
En janvier 2022, Sophie Mechaly fait partie des investisseurs de la saison 2 de Qui veut être mon associé ?, émission diffusée sur M6.

## Vie privée
Sophie Mechaly est mariée avec Frank Mechaly, fondateur de la maison avec sa femme, avec qui elle a eu deux enfants, Paul, et Adrien.